# Typhlops reuteri
Typhlops reuteri este o specie de șerpi din genul Typhlops, familia Typhlopidae, descrisă de Boettger 1881. Conform Catalogue of Life specia Typhlops reuteri nu are subspecii cunoscute.